# 野村美邦
野村 美邦（のむら よしくに、生没年不詳）とは、明治時代の浮世絵師。

## 来歴
師系不明。明治37年（1904年）に日露戦争を描いた戦争絵を多く残している。なお同時期に「高橋美邦」という橋本雅邦門下の画家がいるが、これが同一人かどうかは明らかではない。

## 作品
- 「七屋門外斥候衝突」　大判錦絵3枚続　函館市中央図書館所蔵　※明治37年
- 「従我軍司令部一目望遼陽大戦場」　大判錦絵3枚続　ボストン美術館所蔵　※同上
- 「沙河ノ合戦ニ我カ右翼軍之一縦隊頑強之敵ヲ太子河ノ左岸ニ撃退ス」　大判錦絵3枚続　函館市中央図書館所蔵　※同上
- 「我軍猛進シテ旅順ノ背面ヲ攻撃ス」　大判錦絵3枚続　函館市中央図書館所蔵　※同上
- 「我第二軍冒砲雷弾再占領蓋平之地」　大判錦絵3枚続　※同上
- 「我軍強襲砲撃敵軍占領大石橋堅塁」　大判錦絵3枚続　函館市中央図書館所蔵　※同上
- 「大喝一声」　大判錦絵3枚続　※同上
- 「八雲御乗組山階宮菊麿王殿下御奮戦之図」　大判錦絵3枚続　函館市中央図書館所蔵　※同上